# Пальма-Кампания
Пальма-Кампания (итал. Palma Campania) — город в Италии, располагается в регионе Кампания, в провинции Неаполь.
Население составляет 18 218 человек (2018), плотность населения — 911 чел./км². Занимает площадь 20 км². Почтовый индекс — 80036. Телефонный код — 081.
Покровителем города почитается священномученик Власий Севастийский (San Biagio). Праздник ежегодно празднуется 3 февраля.

## Известные уроженцы
- Руссо, Винченци (1770-1799) — итальянский политический деятель, мыслитель, философ, революционер, утопист.